# Del odio al amor: Nickelback
Del odio al amor: Nickelback (en inglés: Hate to Love: Nickelback) es un documental canadiense de 2023 dirigido por Leigh Brooks. La película describe a la banda de rock canadiense Nickelback, centrándose en su evolución desde una de las bandas de rock con más éxito comercial del mundo en la década de 2000, a una de las bandas de rock más vilipendiadas culturalmente del mundo en la década de 2010.
La película fue seleccionada para participar en el Festival Internacional de Cine de Toronto de 2023.